# Alfredo Baldomir
Alfredo Baldomir Ferrari (Paysandú, 27 de agosto de 1884 - Montevideo, 25 de fevereiro de 1948) foi um militar, arquiteto  e político uruguaio, presidente constitucional entre 1938 e 1942.
Autor do denominado “golpe bueno”, que restabeleceu direitos constitucionais suprimidos durante a reforma de 1934.
Proporcionada pela ditadura de Gabriel Terra iniciada em 1933. Baldomir tinha contribuído em forma fundamental para o golpe de Estado terrista como chefe da Polícia de Montevidéu. Durante este período também ocupou o Ministério de Defesa.
Iniciou sua carreira militar como alferes em 1905 e foi promovido à patente de general em 1935. Desde os 27 anos, alternou a profissão das armas e a vida pública com a sua ocupação de arquiteto.